# Trình sinh bộ phân tích cú pháp
Trình sinh bộ phân tích cú pháp (tiếng Anh: Parser Generator) là một chương trình lấy dữ liệu nhập là một bộ văn phạm và cho ra kết quả là một bộ phân tích cú pháp cho ngôn ngữ được mô tả bởi văn phạm đó. Mỗi một chương trình được viết bằng bất kì ngôn ngữ lập trình nào thì đều được mô tả bởi một kiểu văn phạm cụ thể, được gọi là văn phạm phi ngữ cảnh. Trình phát sinh bộ phân tích được hiểu là công cụ để phân tích cú pháp của văn phạm ấy.
Trình phát sinh bộ phân tích này là cơ sở để phát triển thêm một bước nữa: người ta có thể xây dựng nên các trình biên dịch được điều khiển bằng bảng cho cả hai ngôn ngữ nhập và xuất. Đó chính là trình biên dịch của trình biên dịch (compiler-compiler) là chương trình có đầu vào là hai bộ văn phạm (kèm theo một đặc tả về các mối quan hệ giữa chúng) và sinh ra kết quả là một trình biên dịch mà nó sẽ dịch các chuỗi từ ngôn ngữ thuộc văn phạm này thành ngôn ngữ thuộc văn phạm kia.